# Tătaru, Prahova
Tătaru este satul de reședință al comunei cu același nume din județul Prahova, Muntenia, România.
Așezarea este atestată documentar în anul 1486.